# Leonel Cota Montaño
Leonel Efraín Cota Montaño (Santiago, Baja California Sur; 19 de abril de 1956) es un profesor y político mexicano, miembro del Movimiento Regeneración Nacional. Fue diputado federal al Congreso de la Unión por el distrito 1 de Baja California Sur de 1994 a 1995; presidente municipal de La Paz de 1996 a 1998. Entre 1999 y 2005 fue gobernador de Baja California Sur. Presidente del Partido de la Revolución Democrática de 2005 a 2008. De 2018 a 2022 fue subsecretario de Planeación, Información y Protección Civil de la Secretaría de Seguridad y Protección Ciudadana federal. Y de 2022 a 2024 director general de Seguridad Alimentaria Mexicana, en el gobierno de Andrés Manuel López Obrador.

## Trayectoria política
Ha sido profesor de la UAN y del Universidad Autónoma de Baja California. 
Ha militado en cuatro diferentes partidos políticos de las más divergentes ideologías; desde el trotskismo del PRT, pasando por el PRI, el PRD y el PANAL. Buscó ser candidato por un quinto partido (Convergencia) pero no lo logró. 
Fue miembro Fundador del Movimiento de Acción Estudiantil de BCS en 1972; en 1973 del Grupo de Acción Popular de BCS y en 1975 de las Organizaciones Políticas que dieron nacimiento al Partido Revolucionario de los Trabajadores (PRT) en el estado. 
En 1978 participó como miembro de la Dirigencia Nacional de la Unión de Casas de Estudiantes de Provincia en el Distrito Federal.
Inició su trayectoria como político en 1985, cuando ingresó al servicio público como director del Instituto de Capacitación para los Trabajadores del Estado y Municipios (ICATEM), del Gobierno de Baja California Sur. En ese mismo año y hasta 1987, fue vocal ejecutivo del Centro Estatal de Estudios Municipales, también del gobierno estatal. 
En 1986 fue director del Centro de Estudios Políticos, Económicos y Sociales (CEPES) de La Paz. 
De 1987 a 1989 fue director general de Desarrollo del Ayuntamiento de La Paz, y en el mismo periodo cumplió como secretario técnico del Sistema de Agua Potable y Alcantarillado, como vocal del Sistema de Transporte Urbano de La Paz y como coordinador general del Comité de Planeación para el Desarrollo del estado.
De 1989 a 1992 fue secretario ejecutivo del Consejo Municipal de Protección Civil y de 1990 a 1992 se desempeñó como secretario general del Ayuntamiento de La Paz. De abril a septiembre de 1993 fue oficial mayor del Gobierno del estado, y de octubre a julio de 1994 fue el secretario general del Frente Nacional Organizaciones y Ciudadanos.

### Diputado federal (1994-1995)
De noviembre de 1994 a febrero de 1996 fue elegido diputado federal por el Primer Distrito de BCS (es en este periodo cuando junto con la bancada priista aprueba el incremento del IVA de un 10 a un 15%). 

### Presidente municipal de La Paz (1996-1998)
De 1996 a 1998 fue presidente municipal del Ayuntamiento de La Paz.
Todos estos cargos fueron siendo él militante del Partido Revolucionario Institucional (PRI), instituto al que renunció en 1998, al no ser elegido para contender por la gubernatura de su estado, siendo presidente del tricolor Mariano Palacios Alcocer.
Dentro del Revolucionario Institucional se había desempeñado como director y secretario del Centro de Capacitación Política del Comité Directivo Estatal (CDE); y como presidente del Comité Directivo Municipal del partido en La Paz.

### Gobernador de Baja California Sur (1999-2005)
Días después se afilió al PRD, partido que lo postuló al gobierno del estado, en coalición con el Partido del Trabajo, con los que logró ganar la gubernatura el 19 de febrero de 1999. Fue gobernador de Baja California Sur de 1999 a 2005.
En su momento fue promotor de las Redes Ciudadanas a favor de López Obrador, en la región Pacífico.

### Presidente del Partido de la Revolución Democrática (2005-2008)
Cota Montaño dejó el cargo de gobernador, con una licencia del Congreso por 30 días, para iniciar su campaña por la presidencia del Comité Ejecutivo Nacional del PRD, cargo que ganó al vencer al único contrincante: Camilo Valenzuela.
Se dice que es amigo personal de Andrés Manuel López Obrador, a quien llevaba a ver las ballenas en el paraíso bajacaliforniano, cuando éste era presidente del PRD.
Se autodenomina como un hombre al servicio de las causas populares. “Fui miembro del Partido Revolucionario Institucional hasta 1998. Me integré a él porque a principios de los 80 era la única opción. El tricolor tenía el monopolio del poder. Tiempo atrás participé en grupos de izquierda en mi natal Baja California Sur”, relata.
El 23 de enero de 2009 anunció su intención de ser candidato a diputado federal por el I Distrito Electoral Federal de Baja California Sur. En 2010, se postula como candidato a presidente municipal del Ayuntamiento de Los Cabos por el Partido Nueva Alianza., elección en la que es derrotado, quedando en un cuarto lugar.
En 2012, de vuelta en la coalición encabezada por el PRD, contendió como candidato a senador de Baja California Sur, siendo derrotado por el PRI y el PAN, quedando él en un tercer lugar.
En 2018, es designado subsecretario de Planeación, Información y Protección Civil de la nueva Secretaría de Seguridad y Protección Ciudadana del Gobierno del presidente Andrés Manuel López Obrador.

### Director general de Seguridad Alimentaria Mexicana (2022-2024)
Se desempeñó como secretario ejecutivo del Sistema Nacional de Seguridad Pública en el gobierno del presidente Andrés Manuel López Obrador. Actualmente es director general de Segalmex Diconsa-Liconsa.

## Candidatos
El 23 de enero de 2009 anunció su intención de ser candidato a diputado federal por el I Distrito Electoral Federal de Baja California Sur. En 2010, se postula como candidato a presidente municipal del Ayuntamiento de Los Cabos por el Partido Nueva Alianza., elección en la que es derrotado, quedando en un cuarto lugar.
En 2012, de vuelta en la coalición encabezada por el PRD, contendió como candidato a senador de Baja California Sur, siendo derrotado por el PRI y el PAN, quedando él en un tercer lugar.